# BMW R 50 S/R 69 S

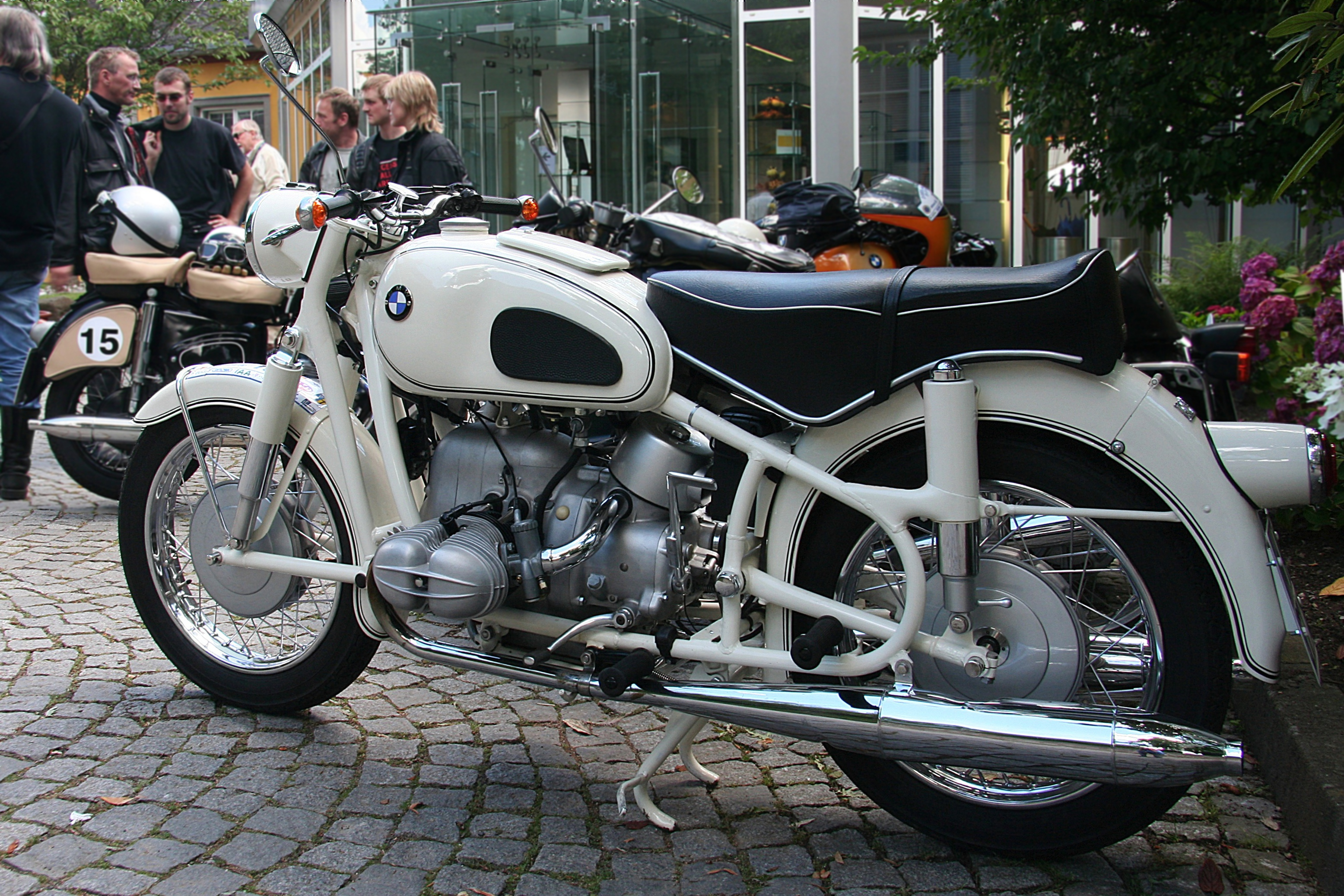
BMW R 69 S, Baujahr 1966

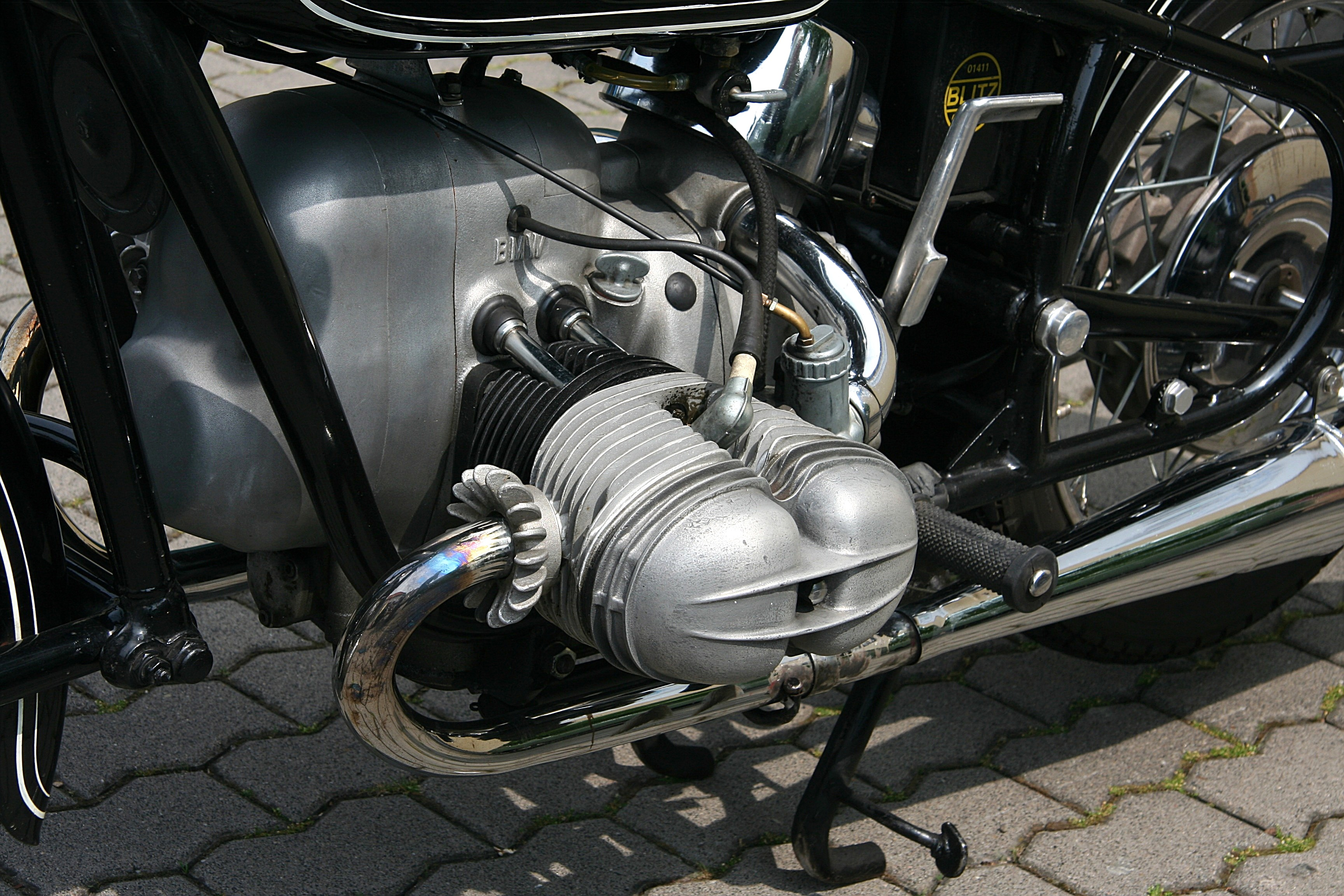
Motor der R 69 S mit „Beule“ für den Schwingungsdämpfer

Die BMW R 50 S war ein Motorrad, das die Bayerischen Motorenwerke von 1960 bis 1962 – einer für das Unternehmen wirtschaftlich schwierigen Zeit – 1634-mal bauten. Sie war die leistungsgesteigerte, sportliche Variante des Basismodells BMW R 50 mit Zweizylinder-Boxermotor. 1960 erschien ebenfalls die R 69 S, die bis 1969 hergestellt wurde.

## Geschichte und Konstruktion
Die R 50 S entsprach technisch weitgehend dem Standardmodell R 50 mit Doppelschleifenrohrrahmen, geschobener Schwinge vorn und einer Schwinge mit zwei Federbeinen hinten. Hinzu kam ein hydraulischer Lenkungsdämpfer anstelle des mechanischen der R 50. Die Leistungssteigerung des 500-cm³-Motors von 26 PS auf 35 PS wurde im Wesentlichen durch eine höhere Verdichtung (9,2 : 1 statt 6,8 : 1), höhere Drehzahl (7650/min statt 5800/min) und Vergaser mit einem von 24 mm auf 26 mm vergrößerten Durchlass erreicht.
1962 wurde die Kurbelgehäuseentlüftung verbessert, und Änderungen an den Vergasern verbesserten die Gemischbildung bei Kurvenfahrt.
1960 löste die 42 PS starke R 69 S die R 69 mit 35 PS ab. Mit einer Höchstgeschwindigkeit von 175 km/h (liegend, aufrecht sitzend 160 km/h, Angaben nach Betriebsanleitung) gehörte diese 600er BMW zu den schnellsten Motorrädern ihrer Zeit. Bei vielen der ersten Fahrzeuge traten frühzeitig schwere Motorschäden mit abgerissenen Zylindern, defekten Kurbelwellen und zerstörten Motorgehäusen auf; eine wirksame Abhilfe brachte aber ab 1963 der auf den vorderen Kurbelwellenstumpf montierte Torsionsschwingungsdämpfer. Dessen Platzbedarf erforderte einen geänderten vorderen Gehäusedeckel mit einer etwas ausgebauchten Unterhälfte – siehe „Beule“ im Bild – und eine geringfügig geänderte Vorderradschwinge mit Abflachung am unteren Schutzblechträger-Rohrbogen. Die Produktion der R 50 S wurde nach wenig mehr als einem Jahr eingestellt, eine Nachrüstung mit dem Schwingungsdämpfer wurde vom Werk auch für dieses Modell empfohlen.
Die Fahrwerke von R 50 S und R 69 S sind weitestgehend baugleich. Die R 69 S wurde allerdings – insbesondere in den USA – auch mit vorderer Teleskopgabel geliefert. Auf Wunsch war für die R 69 S ab Werk ein 24-Liter-Tank erhältlich, Zubehöranbieter (z. B. Heinrich und Hoske) boten weitere Tankgrößen für fast alle BMWs an. Die sogenannten Ochsenaugenblinker an den Lenkerenden gab es als Zubehör ab Werk für alle Modelle.
Als erstes BMW-Motorrad war die R 69 S auf Kundenwunsch in Elfenbein- statt schwarzer Lackierung ab Werk erhältlich.
Erkennbar sind die Motoren der „S“-Modelle – wie auch die von R 68 und R 69 – an ihren breiteren Ventildeckeln mit nur zwei statt sechs Längsrippen der R 50/R 60.

## Technische Daten

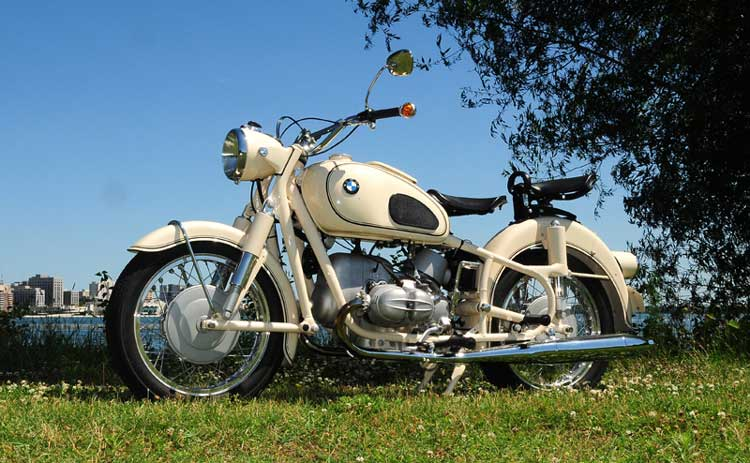
Dover Weiß: BMW R 69 S in Madison, Wisconsin

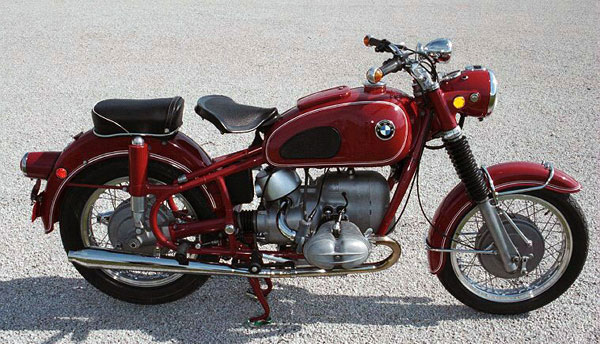
BMW R 69 US, Bj. 1969, in Granada-Rot mit Telegabel

| Modell:                 | R 50 S                                            | R 69 S                                            |
| Bauzeit                 | 1960–1962                                         | 1960–1969                                         |
| Motorbauart             | Zweizylinder-Boxer                                | Zweizylinder-Boxer                                |
| Ventilsteuerung         | Zentrale Nockenwelle, OHV, 2 Ventile pro Zylinder | Zentrale Nockenwelle, OHV, 2 Ventile pro Zylinder |
| Hubraum                 | 494 cm³                                           | 595 cm³                                           |
| Bohrung × Hub           | 68 × 68 mm                                        | 72 × 73 mm                                        |
| Verdichtung             | 9,2 : 1                                           | 9,5 : 1                                           |
| Leistung                | 26 kW (35 PS) bei 7650/min                        | 31 kW (42 PS) bei 7000/min                        |
| Vergaser                | 2 Bing, 26 mm                                     | 2 Bing, 26 mm                                     |
| Zündung                 | Bosch-Magnetzündung                               | Bosch-Magnetzündung                               |
| Getriebe                | 4 Gänge (Fußschaltung), Kardanantrieb             | 4 Gänge (Fußschaltung), Kardanantrieb             |
| Rahmen                  | Doppelschleifen-Rohrrahmen                        | Doppelschleifen-Rohrrahmen                        |
| Radstand                | 1415 mm                                           | 1415 mm                                           |
| Reifen vorn und hinten  | 3.50–18                                           | 3.50–18                                           |
| Bremsen vorn und hinten | Trommel, Ø 200 mm                                 | Trommel, Ø 200 mm                                 |
| Leergewicht             | ca. 200 kg                                        | ca. 200 kg                                        |
| Tankinhalt              | 17 l                                              | 17 l                                              |
| Höchstgeschwindigkeit   | 160 km/h                                          | 175 km/h                                          |
| Preis                   | 3.535,00 DM                                       | 4.030,00 DM                                       |
| Stückzahl               | 1.634                                             | 11.317                                            |

## R 50 S und R 69 S im Motorsport
Privatfahrer setzten sowohl die R 50 S als auch die R 69 S im Motorsport ein, allerdings vorwiegend mit Seitenwagen in Gespannrennen. Diese Maschinen mit Stoßstangenmotoren hatten nur wenig mit den wesentlich leichteren RS-Maschinen gemein, die sich durch Motoren mit obenliegenden Nockenwellen auszeichneten.